# Anneliese Probst
Anneliese Probst (Ehename in 2. Ehe: Anneliese Seidler, * 23. März 1926 in Düsseldorf; † 10. Oktober 2011 in Holleben) war eine deutsche Schriftstellerin.

## Leben
Der Vater von Anneliese Probst war Jurist. Die Familie zog 1933 nach Halle (Saale).  Anneliese Probst besuchte dort das Gymnasium, an dem sie 1944 die Reifeprüfung ablegte. Im selben Jahr heiratete sie den Rechtsanwalt Matthias Probst. Aus der Ehe gingen drei Kinder hervor. Ab 1946 verfasste Anneliese Probst literarische Arbeiten. 1952/53 arbeitete sie als Dramaturgin für das Kinderfilmstudio der DEFA. Nach dem Tod ihres ersten Mannes heiratete sie 1971 den Pastor Christof Seidler. Sie wurde CDU-Mitglied und ließ sich zur Stadtverordneten wählen. 1978 zog das Ehepaar nach Beesenstedt (Saalkreis), wo Christof Seidler bis 1994 als Pfarrer wirkte. Nach dem Tod ihres zweiten Ehemanns im Jahre 1997 lebte Anneliese Probst in einem Seniorenheim in Holleben bei Halle (Saale).
Anneliese Probst war Verfasserin von Kinder- und Jugendbüchern sowie von Romanen und Erzählungen für Erwachsene. Seit den 1960er Jahren erschienen ihre Werke vorwiegend in der  "Evangelischen Verlagsanstalt" und im "Union Verlag". Die Gesamtauflage ihrer Werke betrug mehr als 1,7 Millionen Exemplare.
Anneliese Probst war bis 1990 Mitglied des Schriftstellerverbandes der DDR; 1990 gehörte sie zu den Mitbegründern des Förderkreises der Schriftsteller in Sachsen-Anhalt. Die Ideen für ihre Bücher bezog sie aus ihrer Alltagserfahrung, aber auch aus aufgeschnappten Sätzen oder Notizen aus der Zeitung, des Weiteren aus der Konfrontation und Auseinandersetzung mit Problemen im Rahmen ihrer Stadtverordnetenaufgaben. Ihr Grundmotiv benannte sie mit: „Laßt uns nicht lieben mit dem Wort, sondern mit der Tat und mit der Wahrheit.“
1986 wurde sie mit dem Händelpreis des Bezirkes Halle ausgezeichnet.

## Werke
- Der unsterbliche Kaschtschej, Halle (Saale) 1947
- Der Zauberfisch, Halle (Saale) 1947
- Die steinerne Blume, Halle (Saale) 1948
- Das Zauberkorn. Der "singende Vogel". Die Wunderblume, Halle (S.) 1948
- Die Gazelle, Halle (S.) 1949
- Das Wunderpferdchen und andere russische Volksmärchen, Halle (Saale) 1950
- Schnurz, Berlin 1953 (zusammen mit Edith Müller-Beeck)
- Sagen und Märchen aus dem Harz, Berlin 1954
- Der steinerne Mühlmann, Berlin 1954 (zusammen mit Kurt Bortfeldt)
- Schulgeschichten, Berlin 1955
- Sommertage, Berlin 1955
- Gespenstergeschichten, Berlin 1956
- Der steinerne Mühlmann, Berlin 1956
- Begegnung am Meer, Weimar 1957
- Ferien mit Susanne, Rodenkirchen/Köln 1957
- Sagen und Märchen aus Thüringen, Berlin 1957
- Die Geigerin, Berlin 1958
- Einsteigen bitte!, Berlin 1959
- Geschichten aus der 3a, Berlin 1960
- Ich … und Du, Berlin 1960
- Sabine und Martin, Berlin 1960
- Nein, diese Hanne!, Berlin 1961
- Wir brauchen euch beide, Berlin 1962
- Altweibersommer, Berlin 1964
- Die fröhliche Insel, Berlin 1964
- Menschen in der Heiligen Nacht, Berlin 1965
- Reifeprüfung, Berlin 1965
- Schatten, Berlin 1965
- Die verborgene Schuld, Berlin 1966
- Die letzten großen Ferien, Berlin 1967
- Die Pause, Berlin 1969
- Das Wiedersehen und andere Erzählungen über die Kunst, in Gelassenheit alt zu werden, Berlin 1970
- Menschen wie ich und du, Berlin 1971
- Die schöne Kuline, Berlin 1971
- Träumen mit der Feder, Berlin 1971
- Das Fräulein vom Hochhaus, Berlin 1972
- Ein Zeltschein für Dierhagen, Berlin 1972
- Die fünf aus Nr. 19, Berlin 1974
- Vergiß die kleinen Schritte nicht, Berlin 1974
- Die Christvesper oder Das Weihnachtsläuten von St. Martin, Berlin 1975
- Das weiße Porzellanpferd, Berlin 1976
- Die unentwegte Großmutter, Berlin 1978
- Karlchen oder Die Geschichte von der Eisernen Hochzeit, Berlin 1979
- Nenni kündigt nicht, Berlin 1980
- Die Legende vom Engel Ambrosio, Berlin 1981
- Unterwegs nach Gutwill, Berlin 1982
- Rund um den Taubenturm, Berlin 1984
- Stationen, Berlin 1984
- Hinkefüßchen, Niederwiesa 1986
- Orchesterprobe, Berlin 1986
- Lieber Gott, hörst du mich?, Konstanz 1987
- Annettes Stern, Berlin 1989
- Traumtänzerin, Berlin 1991
- Mein Wintertagebuch, Gößnitz 1995
- Anneliese Probst, Halle 1996
- Von Whisky, Wodka und anderen Lieblingen, Querfurt 1996
- Das lange Gespräch, Querfurt 1999
- Auf der Suche nach dem Kind, Leipzig 2000
- Steh-auf-Lieschen, Querfurt 2000
- Die steinerne Blume, Leipzig 2001
- Katzensommer, Querfurt 2003
- Tobias Kullerauge und andere Gute-Nacht-Geschichten, Halle 2005